# NBA Entertainment
NBA Entertainment é uma companhia de produção da National Basketball Association e produz vários filmes com relação à NBA, incluindo vídeos de títulos de equipes e de entretenimento e gafes. Foi anteriormente associada com a CBS/Fox Video, mas agora distribui seus filmes pela Warner Bros.
A NBA Entertainment estreou em 1983. 